# Грановская, Рада Михайловна
Ра́да Миха́йловна Грано́вская (13 августа 1929, Ленинград — 17 апреля 2022) — советский и российский психолог, доктор психологических наук, профессор Санкт-Петербургского государственного университета. Основные труды по практической психологии и психологической защите. Автор концептуальной модели взаимодействия мышления человека с системой подсознательных и осознанных психологических барьеров, а также механизмов и способов их преодоления.

## Биография
Во время войны оказалась в Ленинградской блокаде и пережила её.
Окончила Ленинградский электротехнический институт (1953), Ленинградский государственный университет (1959), аспирантуру факультета психологии Московского государственного университета им. М. В. Ломоносова (1965). Кандидатскую диссертацию защитила в МГУ, а докторскую в ЛГУ. Дважды становилась лауреатом психологической премии «Золотая Психея».
Доктор психологических наук, профессор Санкт-Петербургского государственного университета, старший научный сотрудник отдела организации научно-исследовательской работы ФГБУ «Всероссийский центр экстренной и радиационной медицины имени Никифорова МЧС России», академик Балтийской педагогической академии.

## Основные работы

### Книги
- Элементы практической психологии. — Л.: Изд-во ЛГУ, 1984. (другие издания: Л.: Изд-во ЛГУ, 1988; СПб.: Свет, 1997; СПб.: Свет, 2000; СПб.: Речь, 2003; СПб.: Речь, 2007)
- Интуиция и Искусственный интеллект. — Л.: Изд-во ЛГУ, 1991. Р. М. Грановская, И. Я. Березная
- Психология веры. — СПб.: Речь, 2004.
- Психология в примерах. — СПб.: Речь, 2002. (переиздание: СПб.: Речь, 2007)
- Творчество и конфликт в зеркале психологии. — СПб.: Речь, 2006.
- Психологическая защита. — СПб.: Речь, 2007.

### Статьи
- Granovskaya R. M., Bereznaya I. Y. Experiments on human pattern recognition: a hierarchical sign-system approach (англ.) // Pattern Recognition. — 1980. — Vol. 12, no. 1. — P. 17—26.
- Granovskaya R. M., Bereznaya I. Y. Consciousness as the unity of higher psychic processes (англ.) // Kybernetes. — 1988. — Vol. 17, no. 2. — P. 35—43.
- Грановская Р. М., Шингаев С. М. Изучение профессионального здоровья руководителей // Вестник психотерапии. — 2013. — № 48 (53). — С. 80—90.